# Charles Fox (matemático)
Charles Fox (Londres, 17 de março de 1897 – Montreal, 30 de abril de 1977) foi um matemático inglês, conhecido por ter introduzido a função de Fox–Wright e a função H de Fox. Recebeu em 1976 um doutorado honorário da Universidade Concórdia.